# Nervio suboccipital
El nervio suboccipital ( primera rama dorsal cervical ) es la rama primaria dorsal del primer nervio cervical (C1). Sale de la médula espinal entre el cráneo y la primera vértebra cervical, el atlas .
Se encuentra dentro del triángulo suboccipital junto con la arteria vertebral, donde la arteria entra en el foramen magnum .
Inerva los músculos del triángulo suboccipital, el recto mayor posterior de la cabeza, el oblicuo superior de la cabeza y el oblicuo inferior de la cabeza. El nervio suboccipital también inerva el recto posterior menor de la cabeza .

## Imágenes adicionales

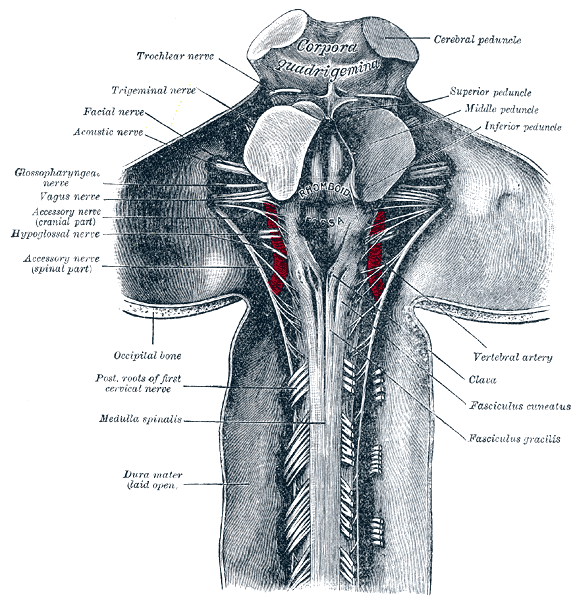
Parte superior de la médula espinal y cerebros posterior y medio; aspecto posterior, expuesto in situ.
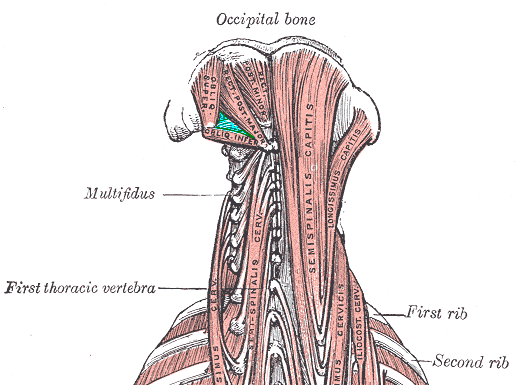
Triángulo suboccipital